# 3D-ultrazvok
3D-ultrazvok je digitalna ultrazvočna slika, sestavljena iz volumskih ultrazvočnih odbojev (računalniška rekonstrukcija). 4D-ultrazvok so 3D-ultrazvočni posnetki, prikazani v realnem času (brez zakasnitve).
V nosečnosti se s 3D- ali 4D-ultrazvočno preiskavo prikažejo zunanje poteze ploda. Ni namenjena meritvam, določanju datuma poroda ali ugotavljanju anomalij ploda. Slikanje se opravi od 18. tedna naprej do cca 32. tedna, optimalen čas pa je med 24. in 28.tednom. 3D ultrazvočne preiskave za nosečnice so v uporabi od leta 1987.